# Le Boullay-Mivoye
Pour les articles homonymes, voir Le Boullay.
Le Boullay-Mivoye est une commune française située dans le département d'Eure-et-Loir en région Centre-Val de Loire.

### Situation

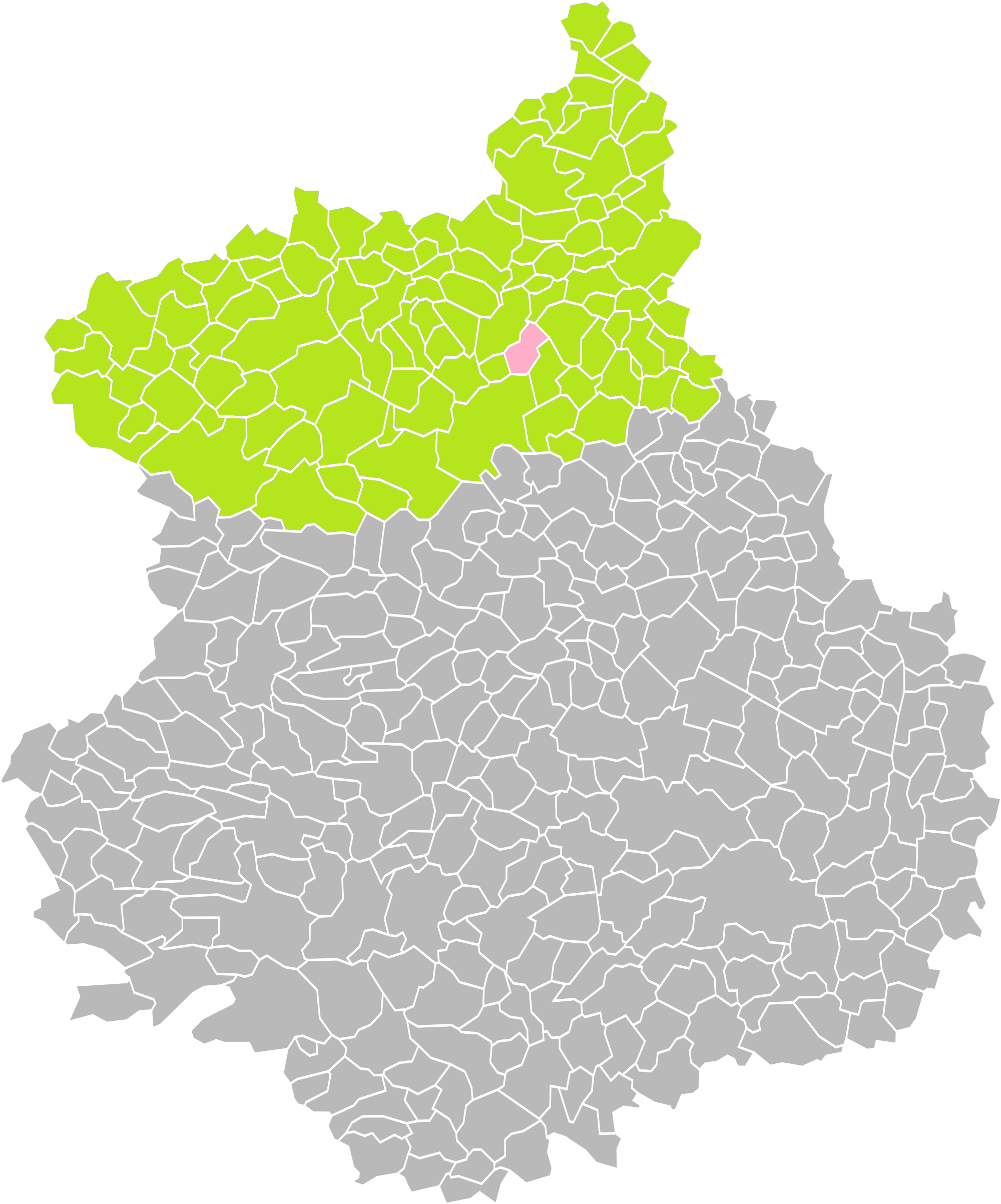
Position du Boullay-Mivoye (en rose) dans l'arrondissement de Dreux (en vert) du département d'Eure-et-Loir (grisé).

## Géographie

### Communes limitrophes
| Marville-Moutiers-Brûlé | Charpont              | Villemeux-sur-Eure |
| Marville-Moutiers-Brûlé | Boullay-Mivoye        | Le Boullay-Thierry |
| Puiseux                 | Tremblay-les-Villages | Le Boullay-Thierry |

### Hameaux et écarts
- Fonville, sur la D 308 en direction de Charpont, est une ancienne seigneurie. S'y trouve une ancienne chapelle nommée Saint-Nicolas, vendue en 1793 et convertie en grange. En 1218, Fonville appartenait à l’abbaye Notre-Dame de Coulombs[1] ;
- L'ancien hameau de Saint-Lôt, au nord de la commune en limite de Marville-Moutiers-Brûlé.

### Transports et voies de communications

#### Réseau routier
La commune du Boullay-Mivoye était autrefois traversée par la route nationale 154. Cette route est aujourd'hui déviée pour limiter le bruit et la circulation dans le village.
C'est à cette ancienne route romaine reliant Rouen et Orléans qu'elle doit la seconde partie de son nom, "Mivoye", c'est-à-dire à mi-chemin entre les deux villes.

#### Desserte ferroviaire
La gare la plus proche est la gare de Dreux, distante de 10 km.

#### Bus
- Ligne d'autocar 20 du réseau TER Centre-Val de Loire.

### Climat
Pour des articles plus généraux, voir Climat du Centre-Val de Loire et Climat d'Eure-et-Loir.
En 2010, le climat de la commune est de type climat océanique dégradé des plaines du Centre et du Nord, selon une étude du CNRS s'appuyant sur une série de données couvrant la période 1971-2000. En 2020, Météo-France publie une typologie des climats de la France métropolitaine dans laquelle la commune est dans une zone de transition entre le climat océanique et le climat océanique altéré et est dans la région climatique  Sud-ouest du bassin Parisien, caractérisée par une faible pluviométrie, notamment au printemps (120 à 150 mm) et un hiver froid (3,5 °C). 
Pour la période 1971-2000, la température annuelle moyenne est de 10,5 °C, avec une amplitude thermique annuelle de 14,5 °C. Le cumul annuel moyen de précipitations est de 632 mm, avec 10,2 jours de précipitations en janvier et 7,9 jours en juillet. Pour la période 1991-2020, la température moyenne annuelle observée sur la station météorologique de Météo-France la plus proche, « Marville_sapc », sur la commune de Marville-Moutiers-Brûlé à 3 km à vol d'oiseau, est de 11,1 °C et le cumul annuel moyen de précipitations est de 571,8 mm,. Pour l'avenir, les paramètres climatiques de la commune estimés pour 2050 selon différents scénarios d'émission de gaz à effet de serre sont consultables sur un site dédié publié par Météo-France en novembre 2022.

## Urbanisme

### Typologie
Au 1er janvier 2024, Le Boullay-Mivoye est catégorisée commune rurale à habitat dispersé, selon la nouvelle grille communale de densité à 7 niveaux définie par l'Insee en 2022.
Elle est située hors unité urbaine. Par ailleurs la commune fait partie de l'aire d'attraction de Paris, dont elle est une commune de la couronne,. 

### Occupation des sols
L'occupation des sols de la commune, telle qu'elle ressort de la base de données européenne d’occupation biophysique des sols Corine Land Cover (CLC), est marquée par l'importance des territoires agricoles (94,7 % en 2018), une proportion identique à celle de 1990 (94,7 %). La répartition détaillée en 2018 est la suivante : 
terres arables (94,7 %), zones urbanisées (2,7 %), forêts (2,6 %). L'évolution de l’occupation des sols de la commune et de ses infrastructures peut être observée sur les différentes représentations cartographiques du territoire : la carte de Cassini (XVIIIe siècle), la carte d'état-major (1820-1866) et les cartes ou photos aériennes de l'IGN pour la période actuelle (1950 à aujourd'hui).

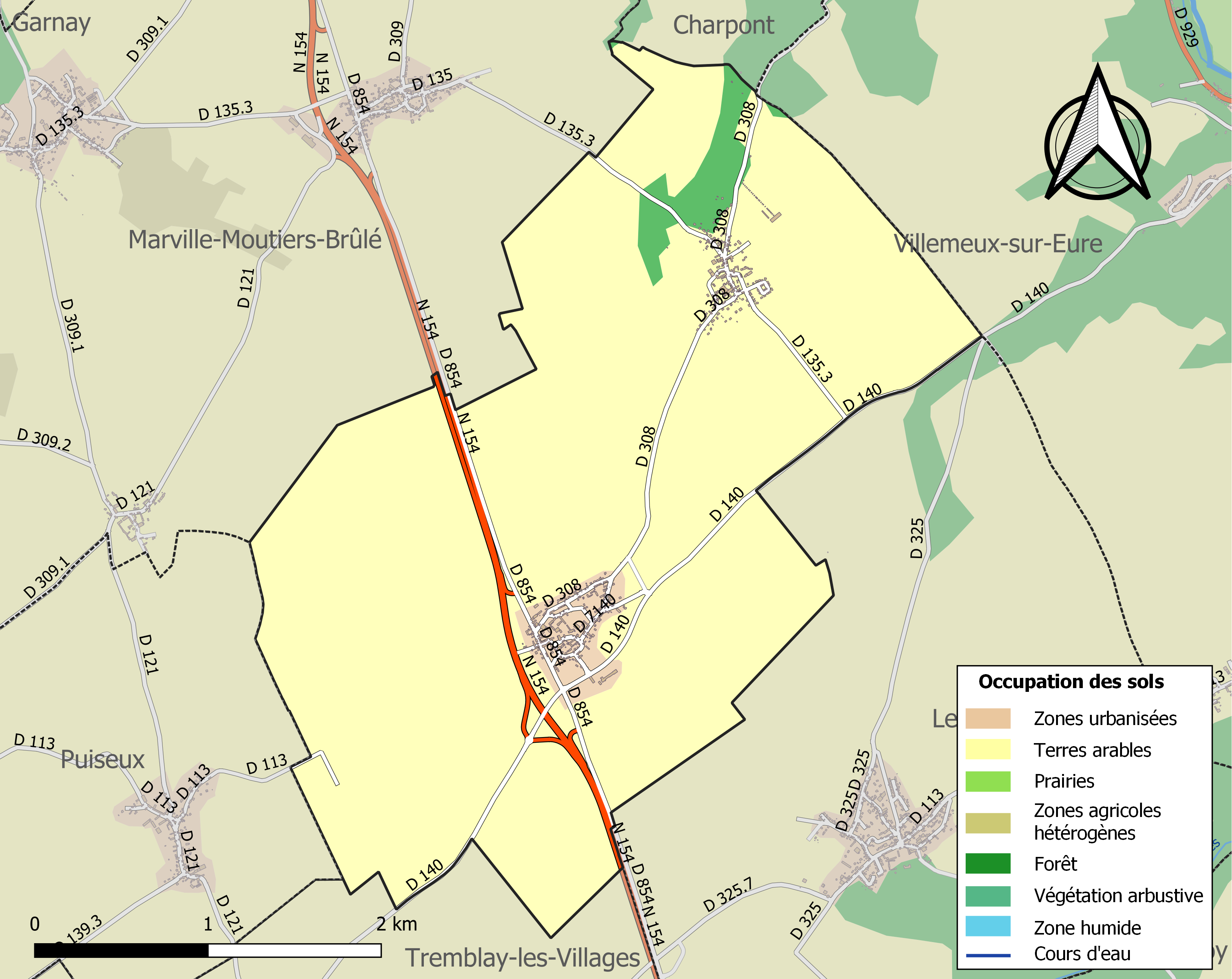
Carte des infrastructures et de l'occupation des sols de la commune en 2018 (CLC).

### Risques majeurs
Le territoire de la commune duBoullay-Mivoye est vulnérable à différents aléas naturels : météorologiques (tempête, orage, neige, grand froid, canicule ou sécheresse), inondations, mouvements de terrains et séisme (sismicité très faible). Il est également exposé à un risque technologique, le transport de matières dangereuses. Un site publié par le BRGM permet d'évaluer simplement et rapidement les risques d'un bien localisé soit par son adresse soit par le numéro de sa parcelle.

#### Risques naturels
Certaines parties du territoire communal sont susceptibles d’être affectées par le risque d’inondation par débordement de cours d'eau, notamment La commune a été reconnue en état de catastrophe naturelle au titre des dommages causés par les inondations et coulées de boue survenues en 1987 et 1999,.

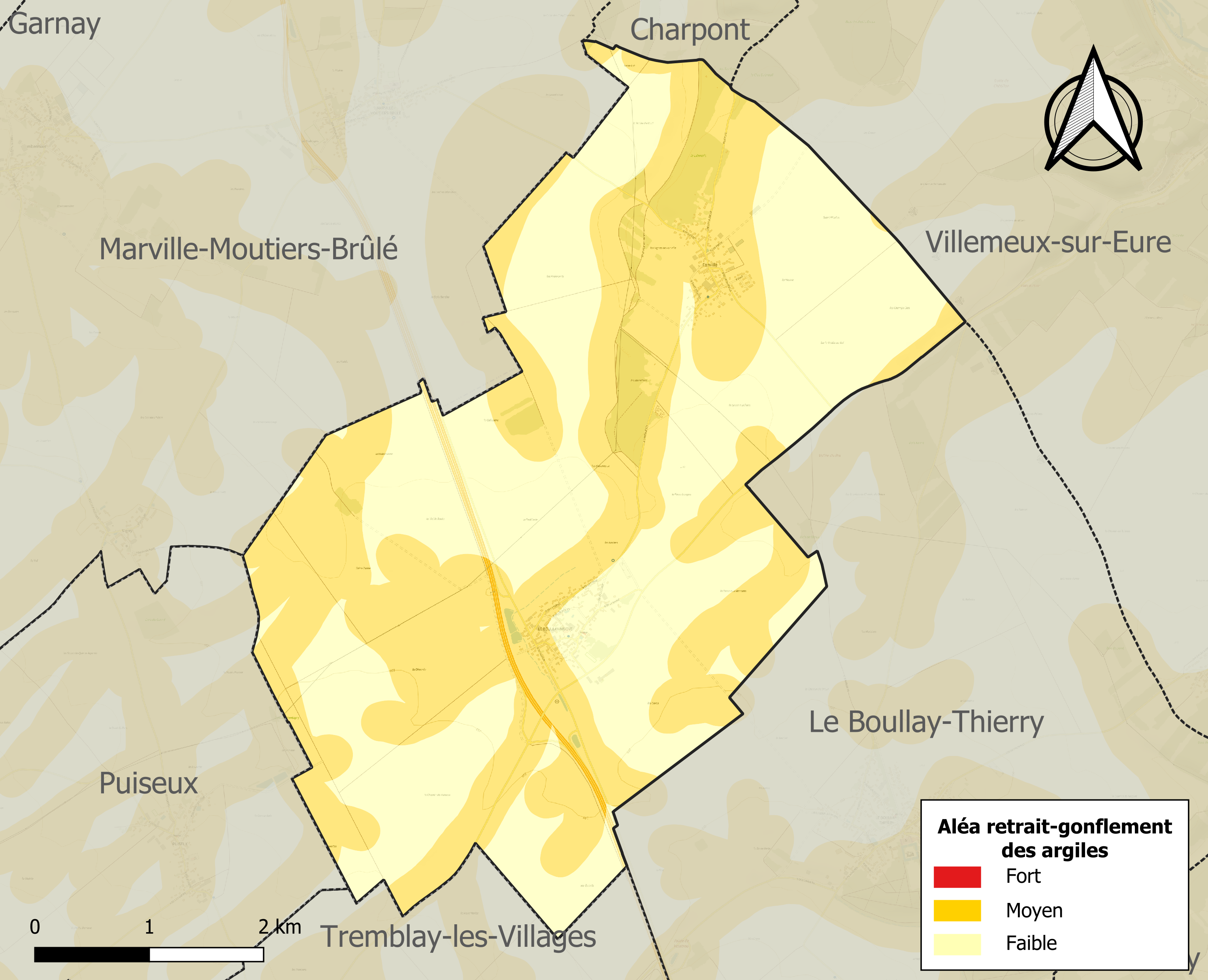
Carte des zones d'aléa retrait-gonflement des sols argileux duBoullay-Mivoye.

Les mouvements de terrains susceptibles de se produire sur la commune sont des affaissements et effondrements liés aux cavités souterraines. L'inventaire national des cavités souterraines permet de localiser celles situées sur la commune.
Le retrait-gonflement des sols argileux est susceptible d'engendrer des dommages importants aux bâtiments en cas d’alternance de périodes de sécheresse et de pluie. 50,5 % de la superficie communale est en aléa moyen ou fort (52,8 % au niveau départemental et 48,5 % au niveau national). Sur les 214 bâtiments dénombrés sur la commune en 2019, 156 sont en aléa moyen ou fort, soit 73 %, à comparer aux 70 % au niveau départemental et 54 % au niveau national. Une cartographie de l'exposition du territoire national au retrait gonflement des sols argileux est disponible sur le site du BRGM,.
Concernant les mouvements de terrains, la commune a été reconnue en état de catastrophe naturelle au titre des dommages causés par des mouvements de terrain en 1999.

#### Risques technologiques
Le risque de transport de matières dangereuses sur la commune est lié à sa traversée par des infrastructures routières ou ferroviaires importantes ou la présence d'une canalisation de transport d'hydrocarbures. Un accident se produisant sur de telles infrastructures est en effet susceptible d’avoir des effets graves au bâti ou aux personnes jusqu’à 350 m, selon la nature du matériau transporté. Des dispositions d’urbanisme peuvent être préconisées en conséquence.

## Toponymie
La première apparition du toponyme "Boullay" date du IXe siècle dans un inventaire des domaines de l'abbaye de Saint-Germain-des-Prés (le Polyptyque d'Irminon). La dichotomie entre Le Boullay-Mivoye et Le Boullay-Thierry date du XIIe ou XIIIe siècle.
Boullay de l'ancien français boul « bouleau » suivi du suffixe d'ancien français -ay  servant à désigner un ensemble d'arbre appartenant à la même espèce, d'où le sens global de « lieu planté de bouleaux ».
La seconde partie du nom Mivoye vient de sa position approximative à mi-chemin de la route entre Rouen et Orléans.

## Histoire
Il existe des traces anciennes de présence humaine sur le territoire comme la Pierre-Fixte, divers restes de fermes gauloises ou gallo-romaines.
Le hameau de Fonville fut à l'origine le "domaine d'Offun" ou Offoni Villa au VIIIe siècle, puis Offounvilla au XIIIe siècle et enfin Auffonville au XVIIIe siècle.
Au cours de la Révolution française, la commune a failli porter le nom de Boullay-Brutus.

## Politique et administration

### Élections municipales
Depuis 2014, la population de référence étant inférieure à 500 habitants, le conseil municipal comporte 11 sièges.
Le scrutin du 15 mars 2020 pourvoit ces onze sièges, dans l'attente du premier conseil municipal élisant le maire.

### Liste des maires
| Période                                  | Période  | Identité       | Étiquette | Qualité |
| ---------------------------------------- | -------- | -------------- | --------- | ------- |
| Les données manquantes sont à compléter. |          |                |           |         |
| 1944                                     | 1948     | Henri Mabeau   |           |         |
| 1948                                     | 1953     | René Rousseau  |           |         |
| 1953                                     | 1989     | Jean Labiche   |           |         |
| 1989                                     | 2014     | Christian Mary |           |         |
| mars 2014                                | En cours | Stéphane Huet, |           | Artisan |

## Équipements et services publics
- Salle polyvalente pour 120 personnes ;

## Population et société

### Démographie
L'évolution du nombre d'habitants est connue à travers les recensements de la population effectués dans la commune depuis 1793. Pour les communes de moins de 10 000 habitants, une enquête de recensement portant sur toute la population est réalisée tous les cinq ans, les populations de référence des années intermédiaires étant quant à elles estimées par interpolation ou extrapolation. Pour la commune, le premier recensement exhaustif entrant dans le cadre du nouveau dispositif a été réalisé en 2004.

En 2022, la commune comptait 529 habitants, en évolution de +10,9 % par rapport à 2016 (Eure-et-Loir : −0,23 %, France hors Mayotte : +2,11 %).
| 1793 | 1800 | 1806 | 1821 | 1831 | 1836 | 1841 | 1846 | 1851 |
| ---- | ---- | ---- | ---- | ---- | ---- | ---- | ---- | ---- |
| 371  | 404  | 390  | 341  | 320  | 316  | 368  | 351  | 372  |

| 1856 | 1861 | 1866 | 1872 | 1876 | 1881 | 1886 | 1891 | 1896 |
| ---- | ---- | ---- | ---- | ---- | ---- | ---- | ---- | ---- |
| 356  | 345  | 370  | 353  | 342  | 343  | 331  | 330  | 300  |

| 1901 | 1906 | 1911 | 1921 | 1926 | 1931 | 1936 | 1946 | 1954 |
| ---- | ---- | ---- | ---- | ---- | ---- | ---- | ---- | ---- |
| 286  | 296  | 266  | 238  | 264  | 276  | 274  | 253  | 240  |

| 1962 | 1968 | 1975 | 1982 | 1990 | 1999 | 2004 | 2006 | 2009 |
| ---- | ---- | ---- | ---- | ---- | ---- | ---- | ---- | ---- |
| 223  | 233  | 266  | 347  | 353  | 344  | 385  | 407  | 433  |

| 2014 | 2019 | 2022 | - | - | - | - | - | - |
| ---- | ---- | ---- | - | - | - | - | - | - |
| 460  | 504  | 529  | - | - | - | - | - | - |

## Économie
- Agriculture.

## Culture locale et patrimoine

### Église Saint-Rémi
L'église, construite aux XVe et XVIe siècles, possède notamment 9 baies ornées des vitraux de Gabriel et Jacques Loire, son fils.

### Autres lieux et monuments
- La Pierre-Fixte ou Pierre-Frite : un mégalithe préhistorique aujourd'hui enterré ;
- Le château d’eau, construit en 1902 ;
- Le monument aux morts, situé dans le cimetière ;
- La mare, rue de la Mairie ;
- La Ferme fortifiée ;
- D’anciennes marnières, situées entre le village et le hameau.

Lieux et monuments
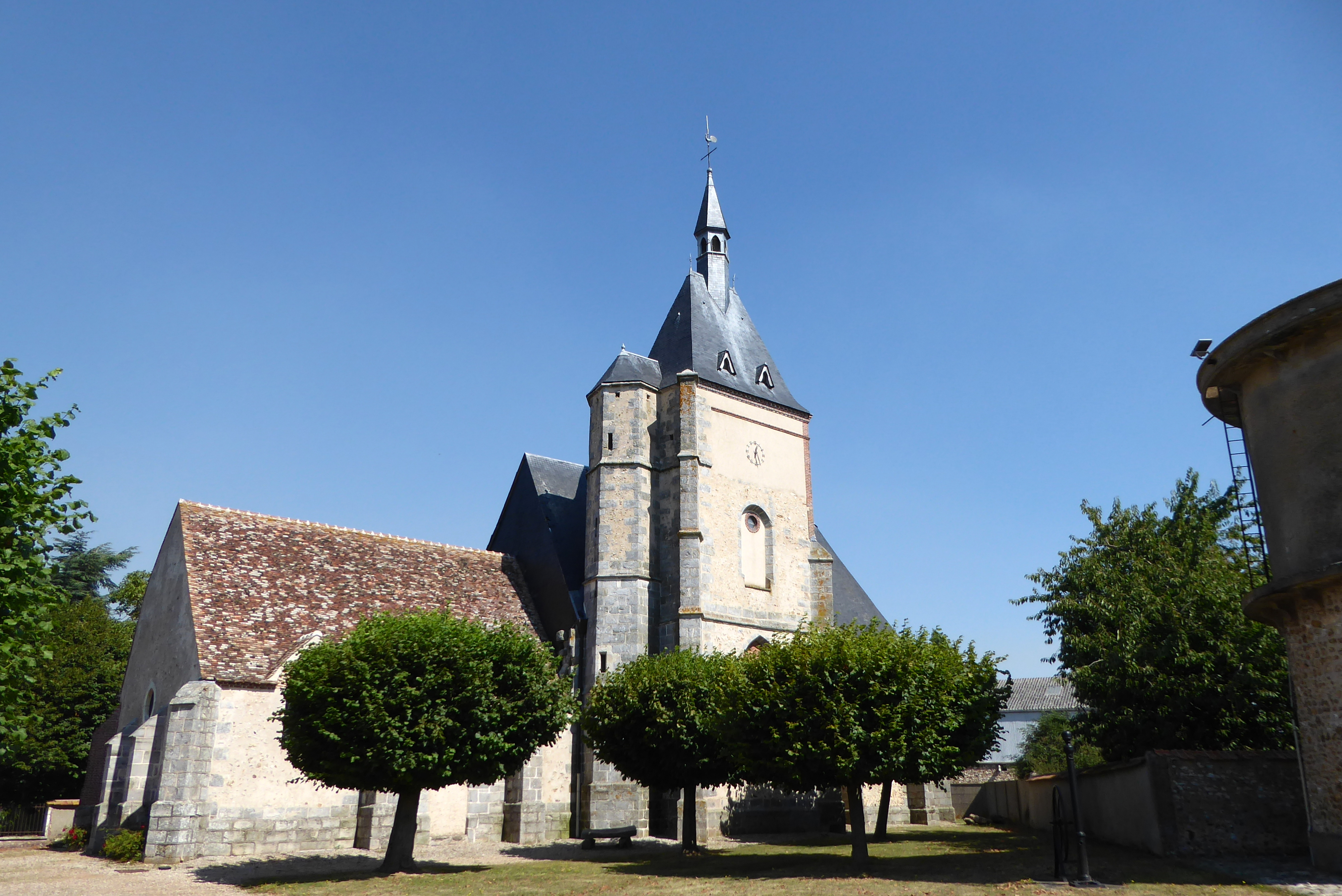
Façade sud de l'église Saint-Rémi, à droite la pompe et l'ancien château d'eau.
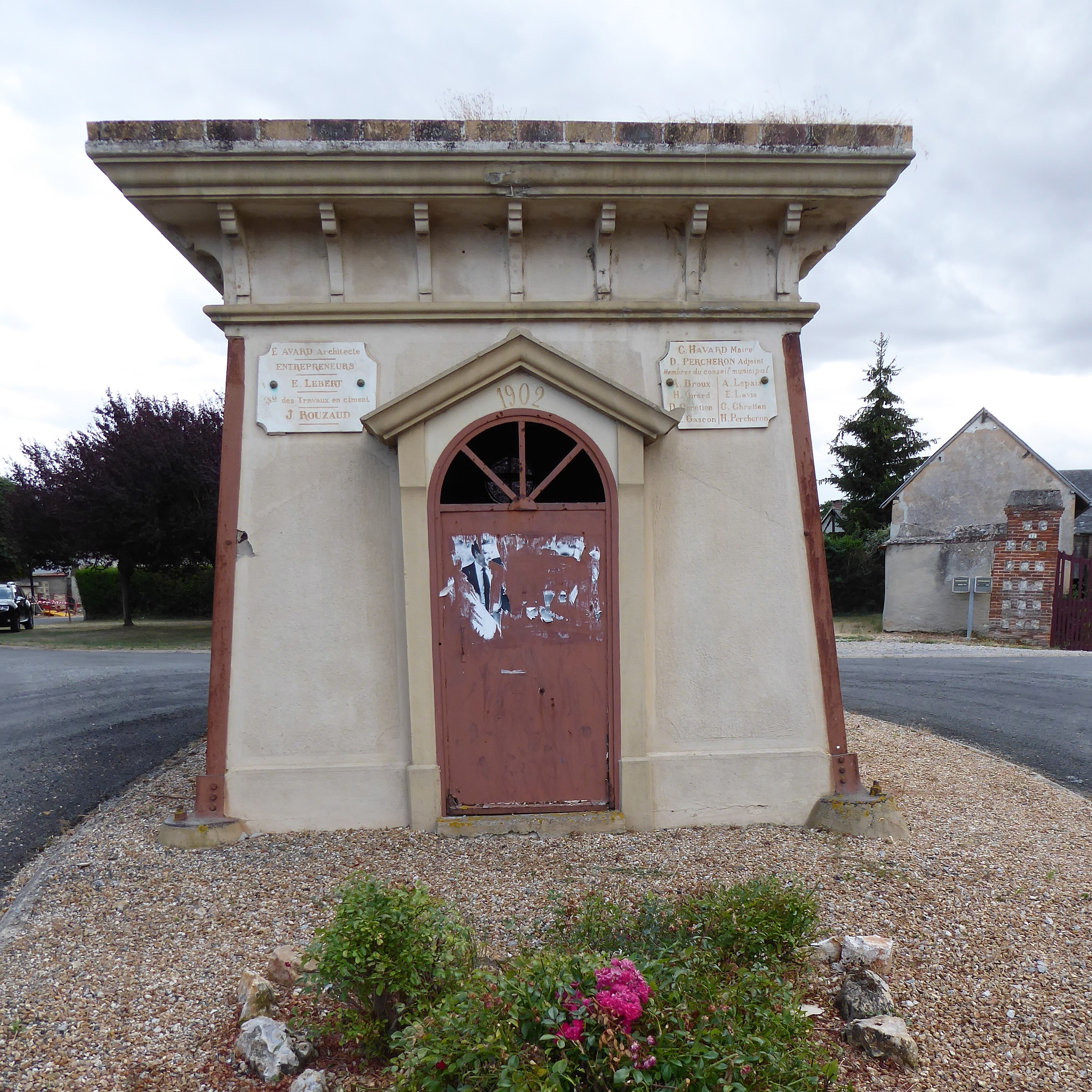
Le socle de l'ancienne éolienne, 1902.
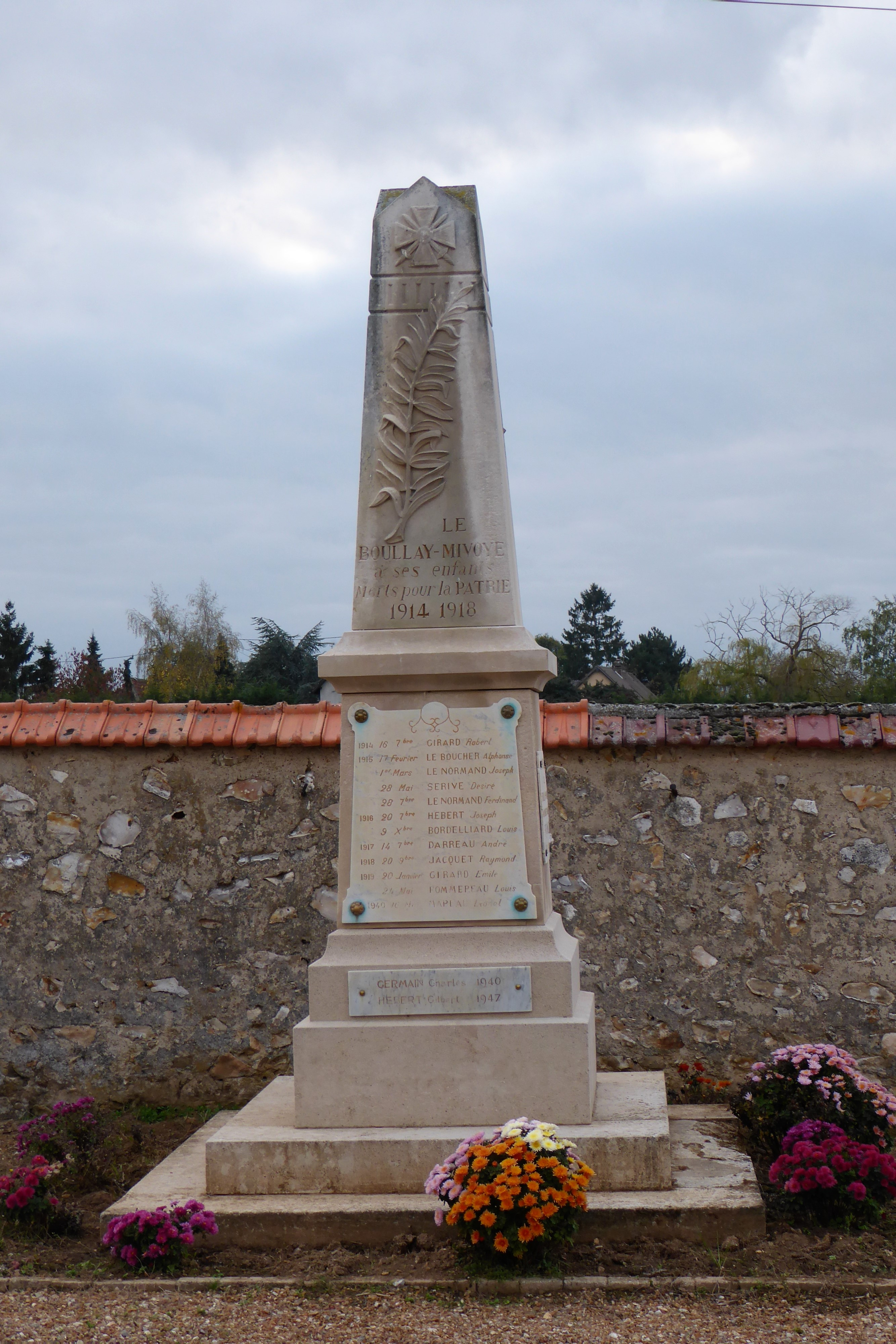
Monument aux morts, le cimetière.
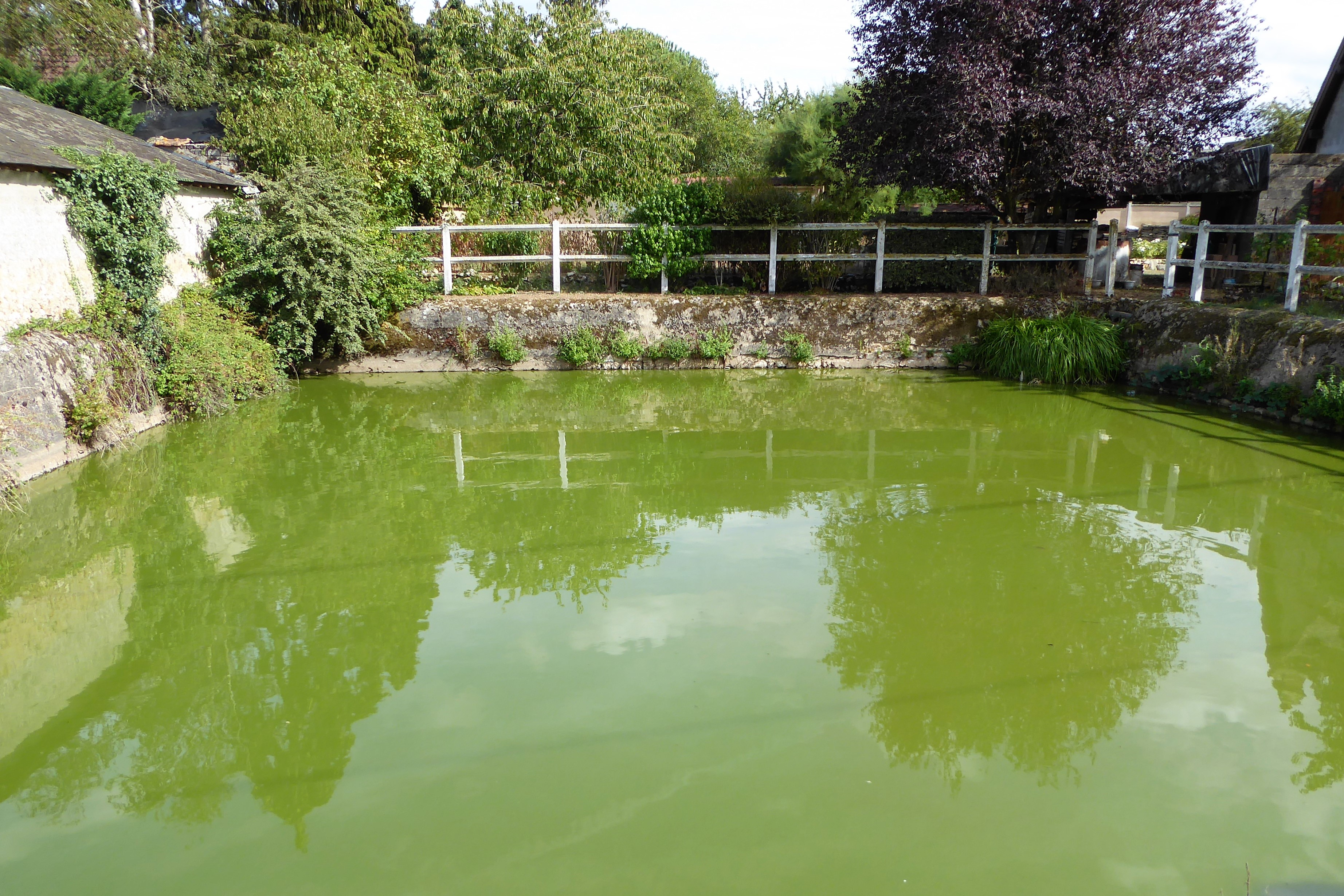
La mare, rue de la Mairie.

#### Cartes postales anciennes

Cartes postales anciennes du Boullay-Mivoye
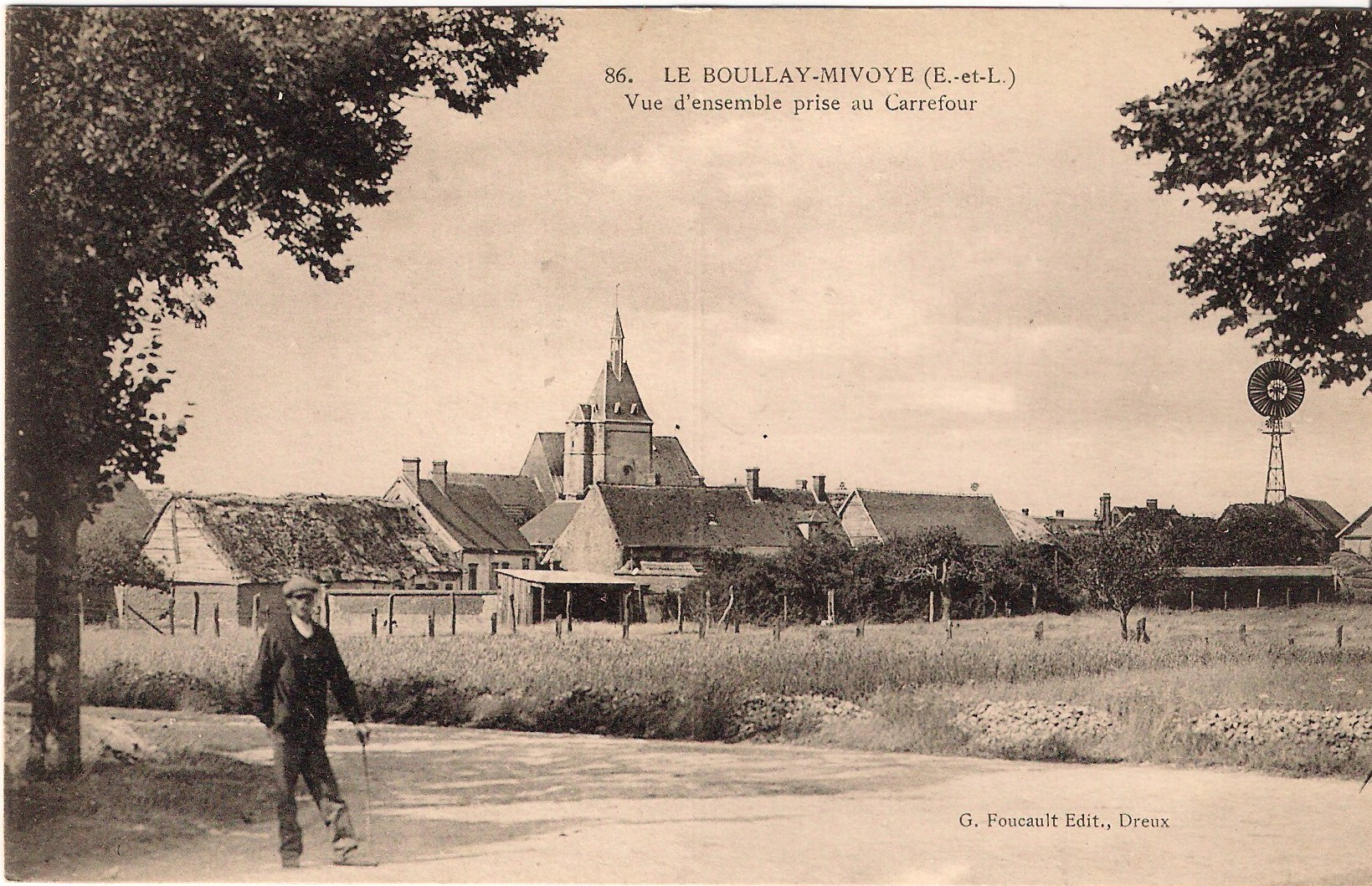
« Vue d'ensemble prise au Carrefour ».
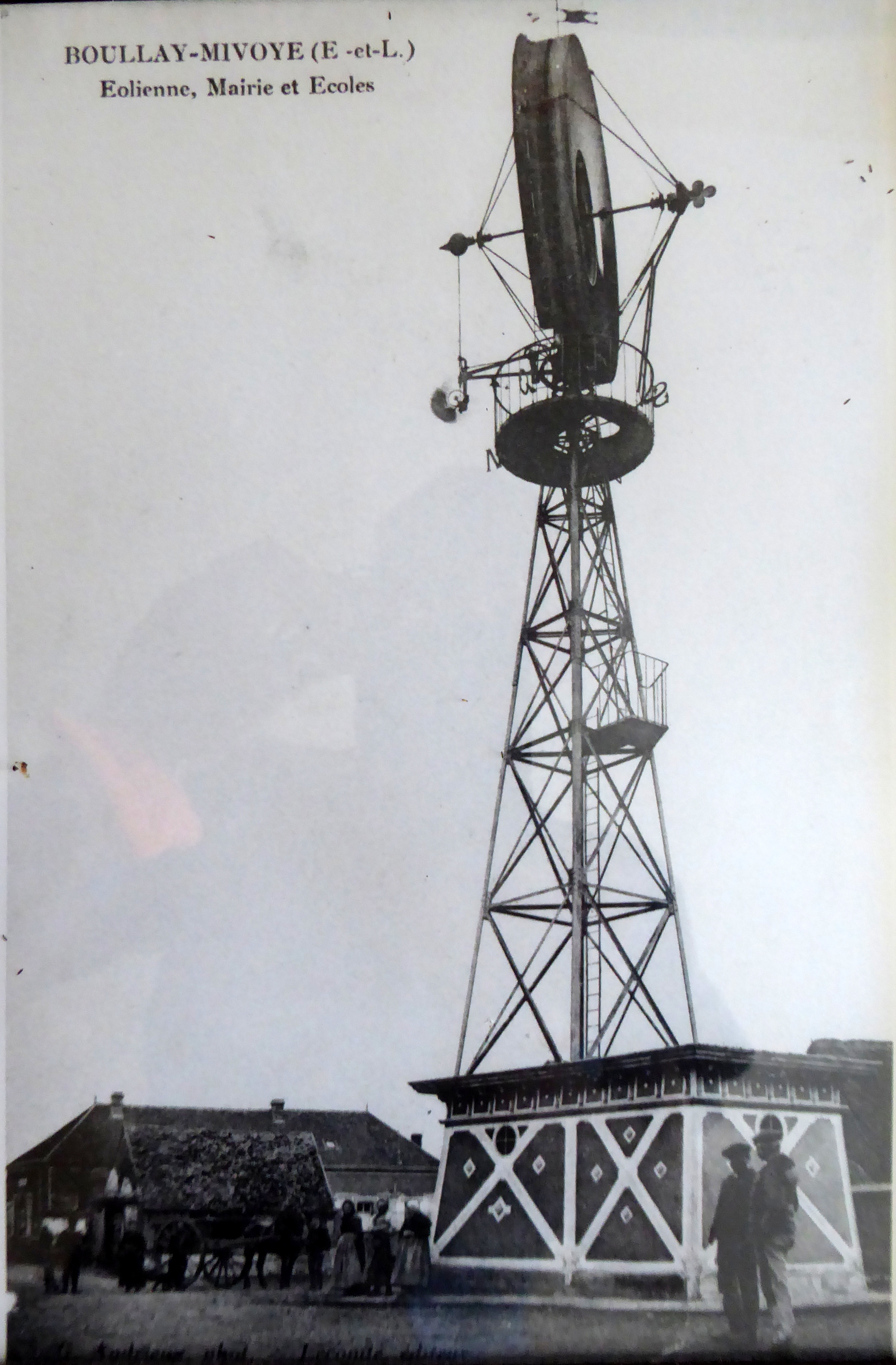
« Eolienne, Mairie et Ecoles »
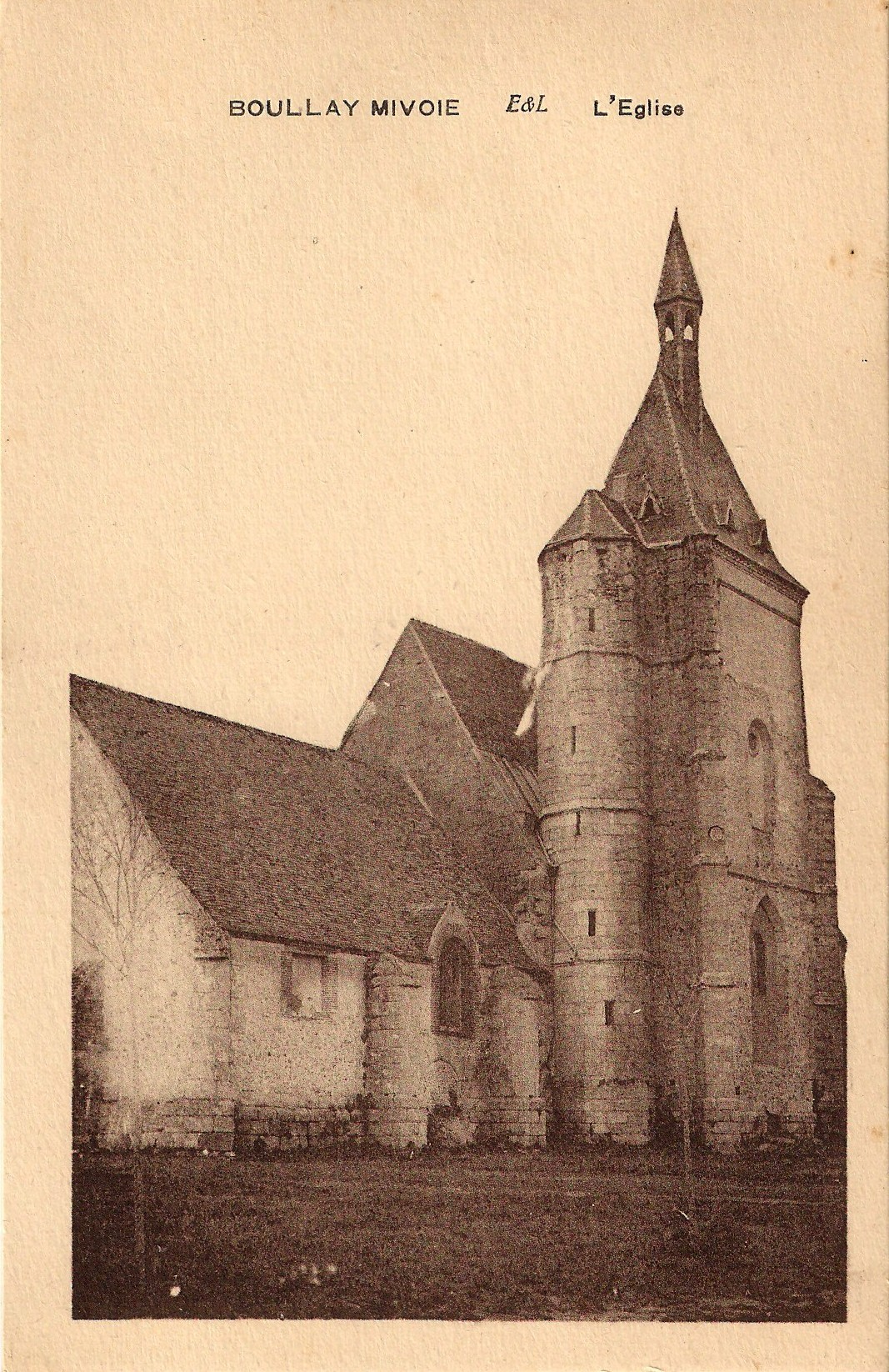
L'église Saint-Rémi XVe siècle - XVIe siècle.
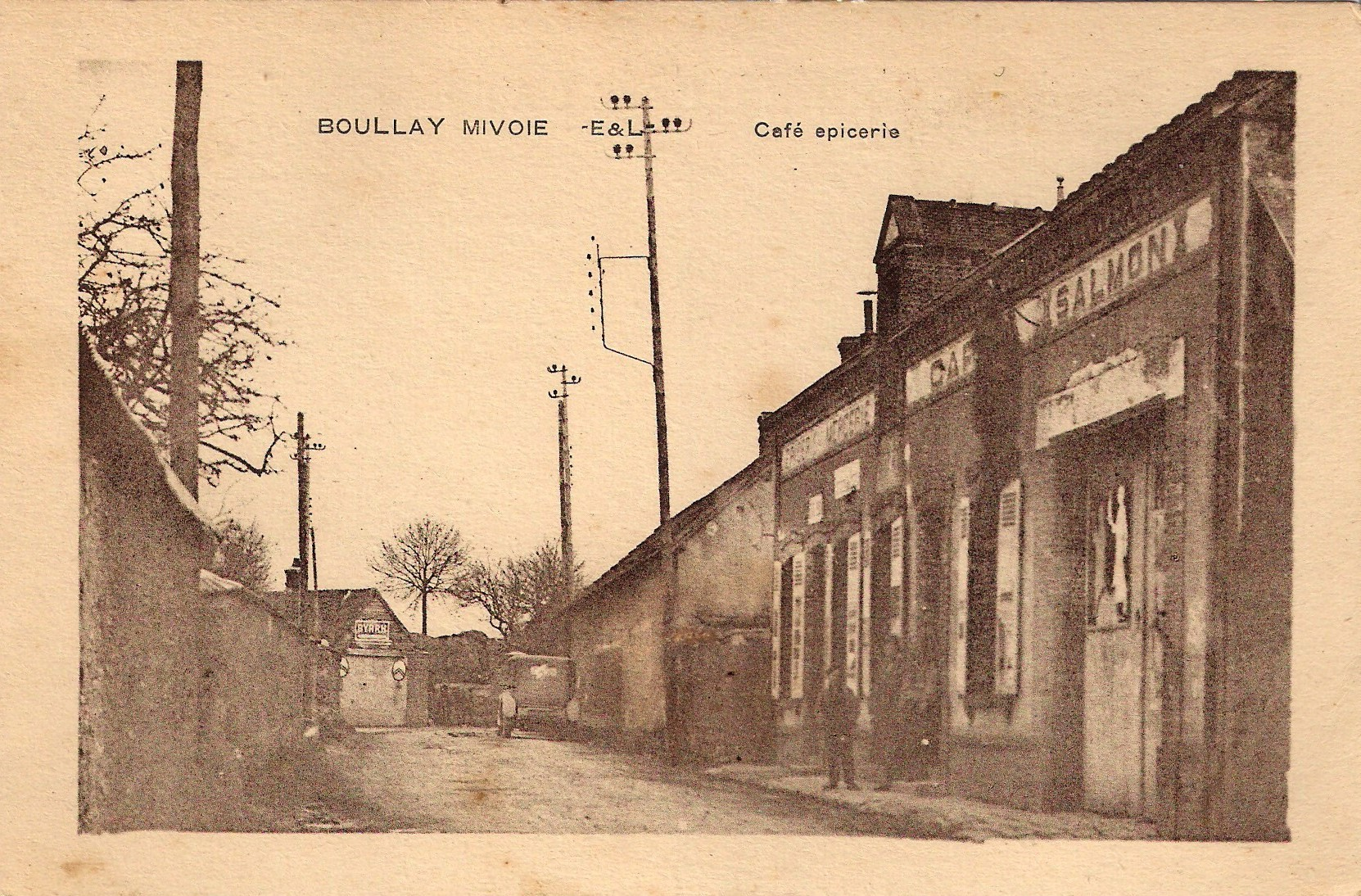
Café épicerie Salmon.
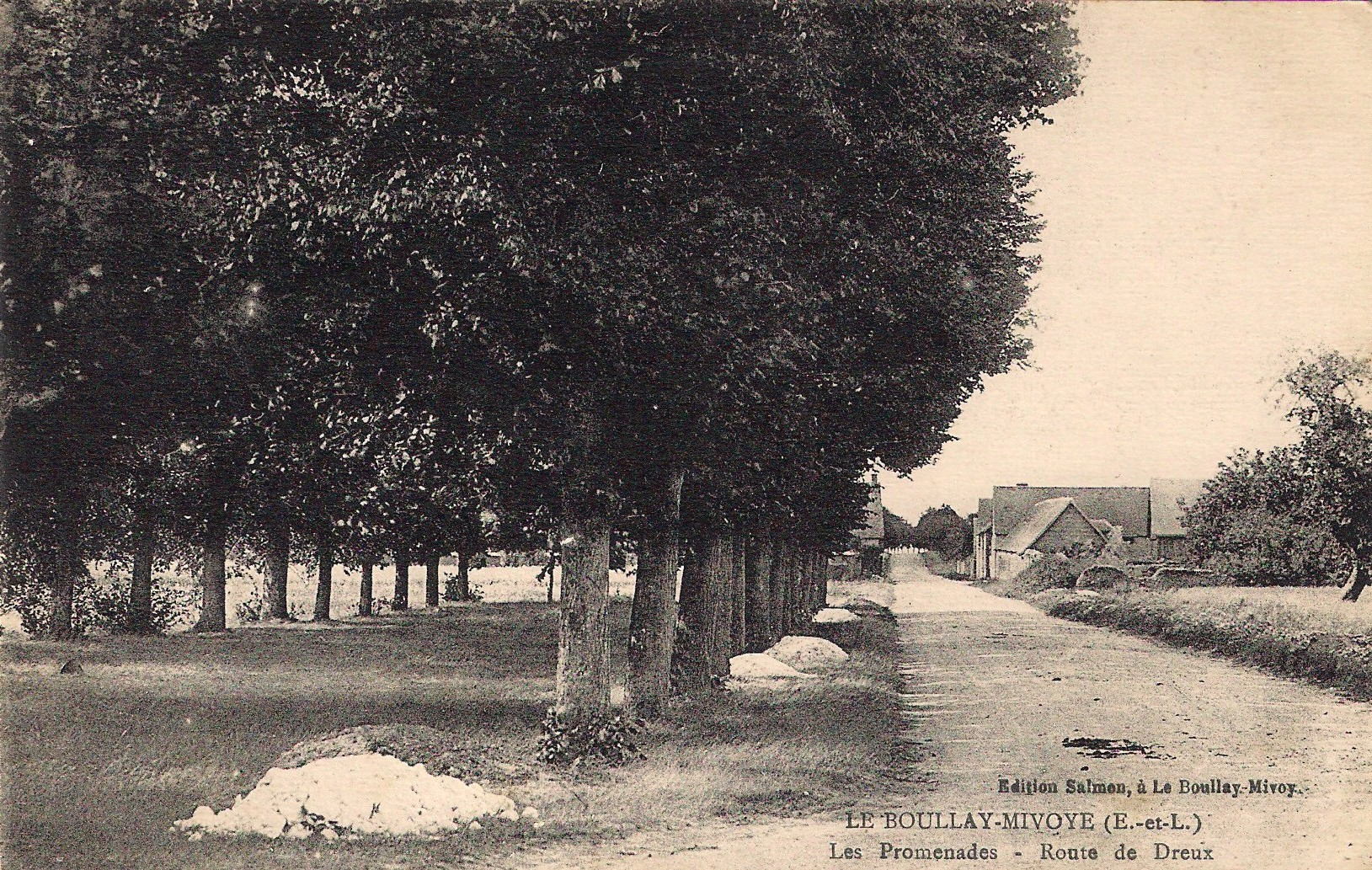
« Les promenades - Route de Dreux »

### Personnalités liées à la commune
- Maurice Clavel (1920-1979) qui, dans Le temps de Chartres, fait le récit de ses entretiens avec Jérôme et Délia, dans la salle d'école de la commune, pour préparer le sabotage de la ligne de Chartres à Dreux[28]. Peut-être cette évocation est-elle en relation avec l'évènement ayant marqué l'histoire de la commune, mentionné par Christian Mary, maire de 1989 à 2014 : l'arrestation et la torture par les Allemands le 13 août 1944 de l'instituteur Maurice Gledel à l'âge de 21 ans[29].
- Louis Gardel (né en 1939), écrivain, possédait une résidence secondaire au Boullay-Mivoye. Son célèbre roman Fort Saganne a été écrit au Boullay-Mivoie[30].